# Adelheid Morath
Adelheid Morath (* 2. August 1984 in Titisee-Neustadt) ist eine deutsche Radsportlerin im Bereich Cross-Country-Mountainbikesport (CC) und zweifache Olympionikin (2008, 2012).

## Sportlicher Werdegang

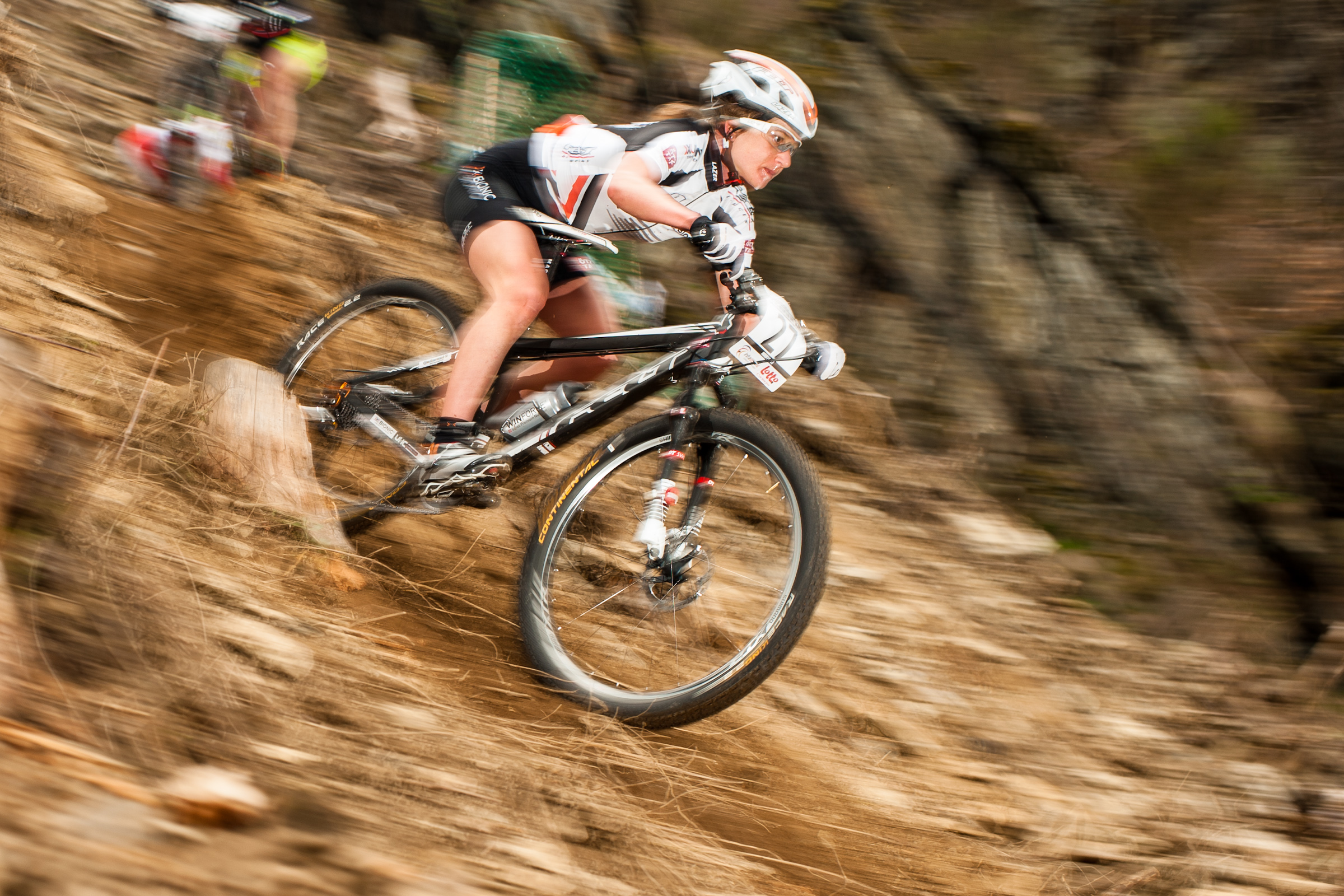
Adelheid Morath 2012 beim UCI MTB Worldcup in La Bresse

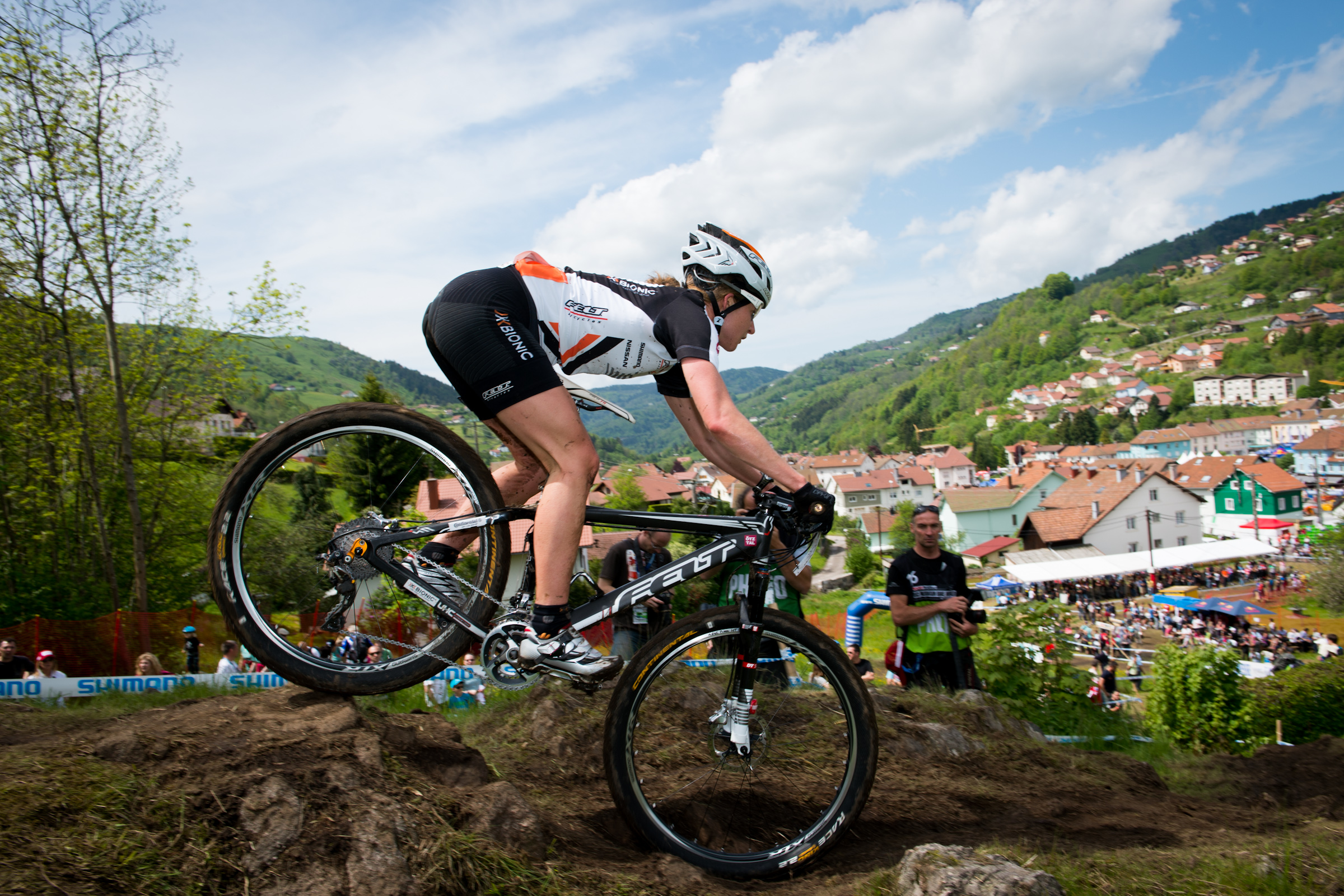
Adelheid Morath 2012 beim UCI MTB Worldcup in Houffalize

Als Juniorin wurde Morath 2002 bei den Deutschen Juniorenmeisterschaften Meisterin im Cross-Country XCO sowie Junioren-Europameisterschafts-Siebte in Zürich und 15. bei der WM in Kaprun. Seit 2003 startet Morath im Elite-Bereich. 2005 wurde die Freiburgerin Elfte bei der Weltmeisterschaft in Livigno und erreichte damit ihre beste Platzierung bei einer Weltmeisterschaft im Cross-Country XCO. Daneben gewann sie mit Bronze im Cross-Country-Marathon XCM erstmals eine Medaille bei den Deutschen Mountainbike-Meisterschaften. In Blankenburg gewann sie 2007 ein Rennen in der MTB-Bundesliga und bescherte damit auch ihrem Rennteam den ersten Sieg überhaupt. Außerdem wurde Morath Zweite beim Worldclass MTB Challenge. 2008 stand sie dann auch das erste Mal auf dem Podium der Deutschen Meisterschaften im XCO.
In Vorbereitung auf die Olympische Sommerspiele 2008 von Peking wurde Morath Sportsoldatin bei der Bundeswehr. In der Qualifikation selbst erreichte sie nur die halbe Norm. Doch hatte auch sie mit ihren Leistungen in den Jahren vor den Spielen ihren Beitrag geleistet, dass Deutschland einen weiteren Quotenplatz bekommen hatte. In der letzten Nominierungsrunde, in der die Sonderfälle besprochen wurden, wurde auch Morath für die Spiele nominiert. Beim Finale der Olympischen Spiele 2008 erreichte sie nach zwei Stürzen Rang 18. Dabei musste sie den letzten Kilometer zu Fuß absolvieren, da ihr Rad kaputtgegangen war.
2009 gewann Morath im MTB-Marathon ihren ersten nationalen Titel. Im Weltcup näherte sie sich den Top 10, beim Weltcup-Rennen in Houffalize im April 2012 erreichte sie dann mit Rang acht ihr bis dato bestes Weltcup-Resultat und sicherte sich damit einen Platz im Deutschen Olympiateam für die Olympischen Spiele 2012 in London, wo sie im Cross-Country den 16. Platz belegte. In der Saison 2013 erzielte sie mit dem vierten Platz in Val di Sole das beste Weltcup-Ergebnis ihrer Karriere im XCO, bis 2017 kam sie weiterhin jede Saison mindestens einmal unter die Top 10. 2013 und 2014 gewann sie jeweils eine Rennen der MTB-Bundesliga, 2014 entschied sie die Gesamtwertung für sich. 2014 wurde sie zudem Deutsche Meisterin im XCO. Im Kampf um den zweiten deutschen Startplatz bei den Olympischen Sommerspielen 2016 in Rio de Janeiro musste sie hinter Helen Grobert zurücktreten.
Trotz ihres zweiten Platzes bei den Deutschen Meisterschaften im XCO konnte Morath ab der Saison 2018 über die olympische Distanz nicht mehr an die Ergebnisse der Vorjahre anknüpfen. Jedoch erzielte sie vermehrt nennenswerte Ergebnisse über die Langdistanzen. So wurde sie 2019 Vierte bei den UCI-Mountainbike-Marathon-Weltmeisterschaften, gewann die Swiss Epic und belegte bei der Cape Epic im Team mit Lill Candice den zweiten Gesamtrang. Nach einer durch die COVID-19-Pandemie geprägten Saison 2020 wandte sie sich ab 2021 vollends den Langstrecken zu. In der Saison 2022 gewann sie erneut die Swiss Epic sowie fünf MTB-Marathon-Wettbewerbe, unter anderem den Hero Dolomites. Zudem wurde sie nach 2009 das zweite Mal deutsche Meisterin im XCM. Nachdem 2023 wieder Marathon-Wettbewerbe in den UCI-Mountainbike-Weltcup aufgenommen wurden, gewann sie das zweite Saisonrennen in Finale Ligure und erzielte damit im Alter von 38 Jahren den ersten Weltcup-Sieg ihrer Karriere. Eine Woche später krönte sie sich in Laissac zur Europameisterin im XCM. 2025 gewann sie in Casella erneut den Titel bei den Europameisterschaften.

## Erfolge
2002
- Deutsche Meisterin (Junioren) – Cross-Country XCO

2007
- Internationale Mountainbike-Bundesliga in Blankenburg (Harz)

2009
- Deutsche Meisterin – Marathon XCM

2013
- Internationale Mountainbike-Bundesliga in Bad Säckingen

2014
- Deutsche Meisterin – Cross-Country XCO
- Internationale Mountainbike-Bundesliga in Schopp
- Gesamtwertung Internationale Mountainbike-Bundesliga

2015
- Gesamtwertung Swiss Epic (mit Sally Bigham)

2018
- Gesamtwertung Rothaus Bike Giro

2019
- Gesamtwertung Swiss Epic (mit Bettina Janas)

2022
- Deutsche Meisterin – Marathon XCM
- Gesamtwertung Swiss Epic (mit Bettina Janas)
- Hero Dolomites

2023
- ein Weltcup-Erfolg – Marathon XCM
- EM – Marathon XCM
- WM – Marathon XCM

2025
- EM – Marathon XCM